# 손소 초상
손소 초상(孫昭 肖像)은 대한민국 경기도 성남시 분당구, 한국학중앙연구원에 있는 조선시대의 초상화이다. 1995년 3월 10일 대한민국의 보물 제1216호로 지정되었다.

## 개요
손소(1433∼1484)를 그린 초상화이다. 손소는 1467년 이시애의 난을 평정해 적개공신에 오르고 후에 안동부사와 진주목사를 거쳤다.
초상화의 크기는 가로 105cm, 세로 160cm이며 비단 위에 채색하였다. 오른쪽을 바라보며 의자에 앉은 모습으로, 머리에는 사모를 쓰고 관복을 입고 있다. 갈색선으로 이목구비를 표시했고 흰색의 속옷 소매가 보인다. 왼쪽 다리부분의 안감과 녹색의 속옷이 보이며 의복선은 각지게 처리했다. 흰 가죽신을 신고 있는 모습이다. 안타깝게도 오랫동안 방치되어 떨어져나간 부분이 많지만, 그림의 색체나 윤곽 그리고 글은 비교적 뚜렷하다.
이 손소 초상화는 적개공신 때의 모습을 10년 후인 성종 7년(1476)에 그린 것으로 조선 초기 공신 도상을 대표하 작품이며, 당시의 화법을 보여주고 있어 그 의의가 더욱 큰 작품이다.

## 같이 보기
- 손소

## 참고 자료
- 손소 초상 - 국가유산청 국가유산포털